# いけだりか
いけだ りか（1969年8月4日 - ）は、1990年代に活動した元レースクイーン、元タレント。Model Agency Angeに所属するモデル。Model Agency Ange共同代表。

## 経歴
- ミス板橋（1992年）ミス・インターナショナル東京代表
- 1993年オートテックレースクイーン
- 1994年コカ・コーラ（鈴鹿8耐）、FKマッシモレースクイーン
- 1995年日本デンソーレースクイーン、東京輸入車ショー・クイーングランプリ
- 1996年かもめサービスレースクイーン、ミニスカポリス2代目（テレビ東京）

## CM出演・モデル
- ツーカーセルラー東海（主役）
- 一蔵着物モデル

## 写真集
- 『Cyber Doll Rika いけだりか写真集』、心交社、ISBN 9784883025213、※絶版